# Małżeństwo na próbę
Małżeństwo na próbę – stary zwyczaj znany wielu ludom, mówi się o nim w przypadku małżeństw zawieranych tylko na próbę, na mniej lub bardziej określony i przewidywany z góry czas. Po tym czasie małżeństwo może zostać zamienione w trwały związek formalny lub ulec rozwiązaniu. 
Małżeństwo na próbę zwykle dotyczy okresu młodości i ma miejsce przed pierwszym w życiu stabilnym małżeństwem. Jest to małżeństwo wcześniejsze niż jakiekolwiek inne. 

## Przykłady z wybranych kultur
Małżeństwo na próbę praktykowane jest u ludu Kung San żyjącego na półpustyni Kalahari w Afryce. Te wczesne małżeństwa są niestabilne i często trwają krótko. Dziewczyna może wejść w kilka takich małżeństw zanim zacznie mieć dzieci, zwykle już z partnerem na całe życie. 
W Starożytnym Rzymie istniał typ małżeństwa zwany usus, polegający na tym, że związek zaczynał prawnie obowiązywać  dopiero po roku wspólnego życia (to jest po roku jego trwania) (zob. obyczajowość związana z małżeństwem).

## Propozycje wprowadzenia małżeństwa na próbę do kultury Zachodniej
Zwyczaj małżeństwa próbnego (występujący głównie poza kulturą europejską) inspirował niekiedy intelektualistów do przedstawiania propozycji reform wzorców życia na Zachodzie. W latach 20. XX wieku opowiedzieli się za nim m.in. znany logik i filozof, laureat Nagrody Nobla Bertrand Russell i sędzia amerykański Benjamin Barr Lindsey (1869-1943). Ten drugi uzasadniał potrzebę, jak się wyrażał, małżeństw koleżeńskich (ang. companionate marriage). 
W latach 50. XX wieku na potrzebę wprowadzenia małżeństw na próbę (ang. trial marriage) wykazywała znana amerykańska antropolożka Margaret Mead. Według niej małżeństwo powinno być małżeństwem dwuetapowym (dwustopniowym, ang. two-stage marriage). 
Pierwszym stopniem miało być tzw. małżeństwo intymne (lub małżeństwo indywidualne, ang. individual marriage), wcześniej ujmowane terminem małżeństwa koleżeńskiego, które stanowiłoby odpowiednik małżeństwa na próbę, polegałby na związku dwojga osób, które uzgodniły, że na razie nie będą mieć dzieci. Byłoby to małżeństwo łatwe do rozwiązania. W nim młodzi ludzie, nie spieszący się z posiadaniem potomstwa i stawaniem się rodzicami, nie składaliby sobie dozgonnych deklaracji, a rozstanie na tym etapie nie powodowało by żadnych konsekwencji (w tym ekonomicznych) dla żadnej ze stron. 
Drugim stopniem miało być małżeństwo rodzinne (zwane też małżeństwem rodzicielskim, ang. parental marriage), zawiązywane w momencie decyzji o chęci długotrwałego pożycia i wychowywania potomstwa. Para przechodziłaby przez pełną, formalną ceremonię i oczekiwano by, że małżonkowie zostaną ze sobą przez całe życie. Wraz z jego zawarciem powstawała umowa ekonomiczna, której skutki miałyby obowiązywać z chwilą rozwodu i podziału obowiązków wobec wspólnych dzieci. Takie małżeństwo na próbę mogłoby być pożądane szczególnie dla tych, którzy chcą dla siebie małżeństwa a jednocześnie pragną okresu wstępnego.
Podobnie, choć mniej sformalizowane rozwiązanie propagowała adwokatka i publicystka Harriet F. Pilpel czy socjolog L. Davids. Davids proponuje "odnawialne małżeństwo na próbę, w którym ludzie zawieraliby kontrakt o byciu w bezdzietnej wspólnocie, ocenianej po trzech do pięciu latach jej trwania; po tym okresie mogłaby być podjęta nowa decyzja lub ten sam związek byłby odnawiany na następne trzy do pięć lat". Bezdzietność zapewniałyby środki antykoncepcyjne.

## Małżeństwo na próbę a związki przedmałżeńskie
W kulturze euroamerykańskiej wielu spośród osób zainteresowanych "sprawdzeniem się", czy nadają się na długoterminowe, stabilne małżeństwo może sobie pozwolić na to, by po zejściu się razem żyć w swoim mieszkaniu lub domu rodziców jednego z nich przed ślubem, na dłużej lub krócej. Przypomina to stary zwyczaj małżeństwa próbnego, znanego wielu ludom. Jednak pomiędzy takimi zachowaniami a małżeństwem na próbę istnieje istotna różnica. Małżeństwo na próbę wśród ludów, w których ono występowało i występuje, zwykle towarzyszy jakiś rytuał - jest więc ono tam usankcjonowaną instytucją społeczną, podczas gdy współczesnemu "sprawdzaniu się" w kulturze euroamerykańskiej nie towarzyszą żadne rytuały - zachowania takie leżą niejako na marginesie, poza oficjalnymi instytucjami i bywa, że traktuje się je jak społeczną patologię.